# John M. Corridan
Compléments
Corridan est connu pour sa lutte contre la corruption et la criminalité à New York
John M. Corridan (surnommé Father "Pete" Corridan), né le 15 juin 1911 à New York et mort le 1er juillet 1984 dans le Bronx, à New York (États-Unis), est un prêtre jésuite américain connu pour avoir lutté contre la corruption à New York et le crime organisé dans sa zone portuaire. Sa croisade inspira le caractère du Père Barry du film classique américain Sur les quais d’Elia Kazan.

## Biographie
Fils d’immigrants irlandais — son père est policier à Harlem (New York) — Corridan termine en 1928 ses études secondaires à la Regis High School de Manhattan et entre au noviciat des Jésuites le 14 août 1931. Sa formation spirituelle et intellectuelle terminée, et prêtre depuis le 18 juin 1944, Corridan est nommé en 1946 au Xavier Institute of Industrial Relations, à Manhattan. Il y devient un avocat passionné des réformes sociales dans le secteur portuaire de New York. Il collabore avec le journaliste Malcolm Johnson (en) pour révéler la corruption et la criminalité existant dans le secteur portuaire.
En 1955, Raymond Allen écrit la biographie de Corridan intitulée Waterfront Priest. Le livre est introduit par Budd Schulberg, scénariste du film classique américain On the Waterfront, qui relate ses nombreuses rencontres avec le père Corridan dans sa préparation du scénario du film : « Cela m'a amené à comprendre qu'il n'y a rien d'inhabituel à ce qu'un prêtre catholique s'implique dans des questions morales qui trouvent une forme pratique dans la vie quotidienne de ses paroissiens ». Le rôle du père Barry, dans le film, est inspiré de la vie et de l'engagement du père Corridan.
Selon un article du New York Times (en 1983), le travail et l'action du père Corridan ont joué un rôle moteur dans la formation de la Commission New York-New Jersey visant à lutter contre la criminalité dans le secteur portuaire.
En 1957, Corridan quitte le port de New York pour enseigner les sciences économiques au Le Moyne College de Syracuse. Plus tard, il enseigne la théologie au Saint Peter’s College de Jersey City et il est aumônier d’hôpital à Brooklyn.
Le père John M. Corridan meurt le 1er juillet 1984 à la résidence des Jésuites du Bronx (New York).